# 阿部吉郎次
阿部 吉郎次（あべ きちろうじ、享保11年（1726年） - 寛政11年2月28日（1799年4月2日） 安部屋吉郎次、吉郎治とも）とは江戸時代後期の水主である。
日本人初の世界一周を達成した津太夫と同じ若宮丸に乗り組んでいた。

## 生涯
阿部吉郎次（以下「吉郎次」と記す）は享保11年（1726年）、仙台藩領内の陸奥国牡鹿郡小竹浜（現宮城県石巻市）に生まれた。
吉郎次は寛政5年（1793年）11月27日、仙台藩の荷物を積んだ16人乗りの若宮丸の船親仁（水主を指揮する水夫長）として石巻から江戸へ向かった。しかし、若宮丸は塩屋崎（現福島県いわき市）沖で難破し、漂流の末に翌寛政6年（1794年）5月10日、アリューシャン列島東部の島に漂着した。
島では先住民のアリュート人やロシア人に助けられ、プリビロフ諸島のセントポール島、アムチトカ島を経て寛政7年（1795年）6月27日にオホーツクに着く。ここで生き残った若宮丸漂流民15名は3隊に分けられ、吉郎次は最後のグループに加わって寛政8年（1796年）7月3日にオホーツクを出発し、ヤクーツクを経由して12月末にイルクーツクに到着した。
吉郎次はイルクーツク到着の時点ですでに70歳という高齢であり、若宮丸の乗組員の中でも最高齢であった。そのためイルクーツクではまともに動ける身体ではなかったのだが、他の仲間の負担にならないように吉郎次も懸命に仕事を探した。しかし、病気にかかって寝たきりとなってしまい、自分の死期を悟った吉郎次は他の仲間たちを呼び、
と言った後、虚ろな声で念仏を2、3回唱え息を引き取った。残された津太夫ら13人は大声を挙げて泣き、その場にいたロシア人ももらい泣きするほどであったという。寛政11年（1799年）2月28日のことであった。
津太夫たちは、吉郎次の遺体の湯灌をし、棺桶に収め、墓穴のひとつをロシア人から買い求めた。ロシア正教の信徒ではない吉郎次はイルクーツクの街外れ、アンガラ川のほとりにあった異教徒の墓地に葬られた。墓には太十郎が漢字を刻み、表面には「卍南無阿弥陀佛」、裏面には「寛政十一年二月廿八日 日本國奥州仙臺牡鹿郡小竹濱 阿部吉郎次 七十三歳」と刻まれた。

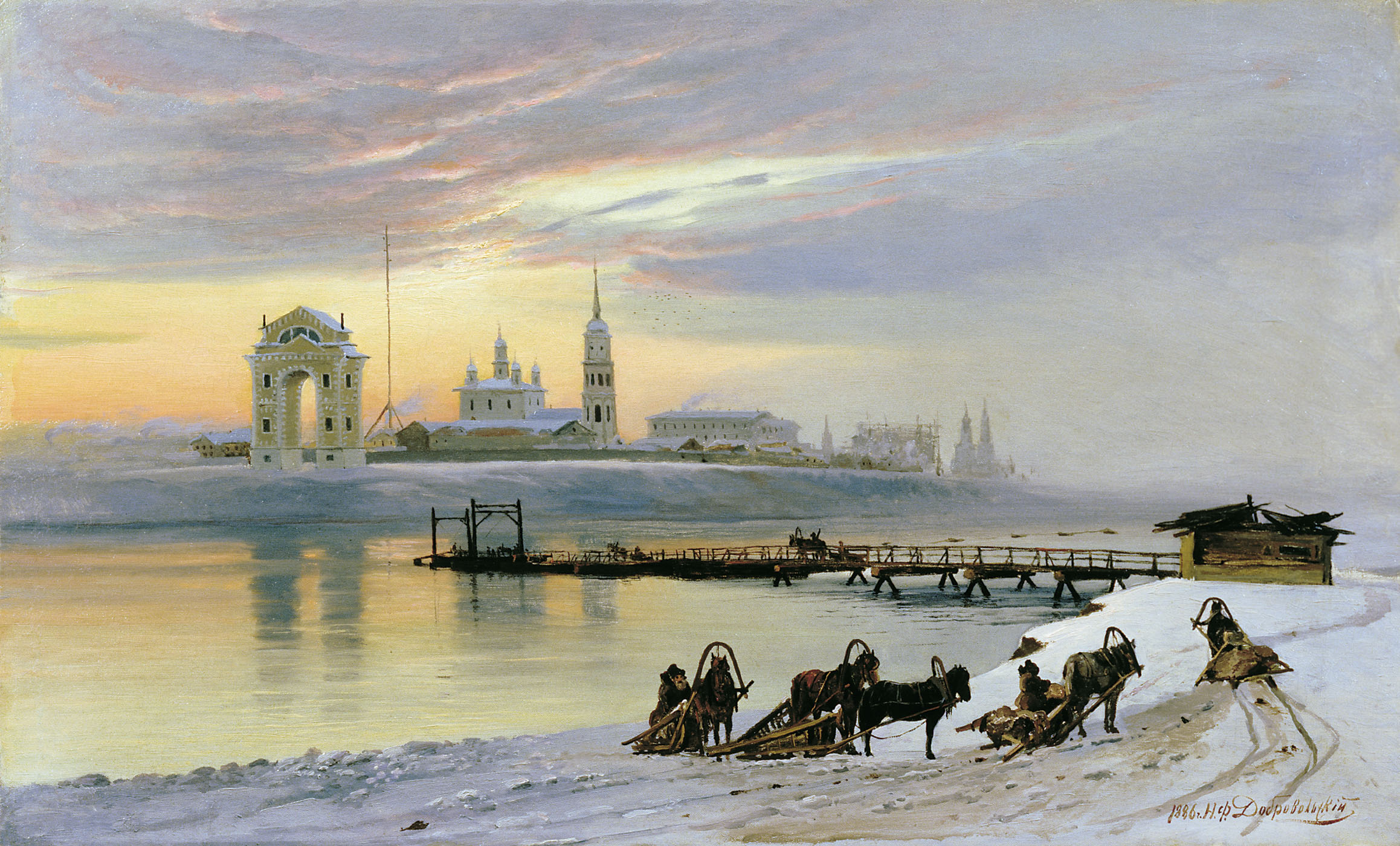
1886年に描かれたイルクーツク郊外のアンガラ河畔

## 墓の再発見
吉郎次の死から100年後の1900年（明治33年）夏、ヨーロッパの司法制度を学ぶためにドイツに留学していた小宮三保松は、帰国の途中でイルクーツクに立ち寄り、この町に住むドイツ人の時計商人ムルケの家に滞在した。その際、ムルケから街外れに日本人の墓があることを聞いた小宮は、その墓のある場所までムルケに案内を頼んだ。案内された墓は草むらに覆われ、墓石にも苔が生えていたが、小宮が苔を払い落とすと、墓に日本語が刻まれていることを確認することができた。
小宮の帰国後、吉郎次の墓の再発見は日本の新聞でも、
と報じられた。
第二次世界大戦後、イルクーツクのこの墓地は公園として整備された。その際に整備にあたったのはシベリアに抑留された日本兵たちであったが、墓地には日本人の墓らしきものは一つも発見されず、（2010年11月）現在、吉郎次の墓所は再び行方不明となっている。

## 脚註
1. ↑  資料によって名前が異なり、吉村昭著『漂流記の魅力』には安倍屋吉郎治、または吉郎治と記され、大島幹雄著『魯西亜から来た日本人―漂流民善六物語』や1901年（明治34年）2月19日付報知新聞には阿部吉郎次または吉郎次と記されている。この他にも阿部屋吉郎次と記してある資料もある。
2. ↑  吉村 p49
3. ↑  吉村 p54
4. ↑  吉村 p71
5. 1 2  吉村 p77
6. ↑  吉村 p78には安倍屋吉郎治と記されたことになっているが、どちらが正しいかは不明である。
7. ↑  『魯西亜から来た日本人―漂流民善六物語』pp61によると、墓のあった場所はバイカル湖畔ではなく、アンガラ川のほとりとされている。